# Kutterspån

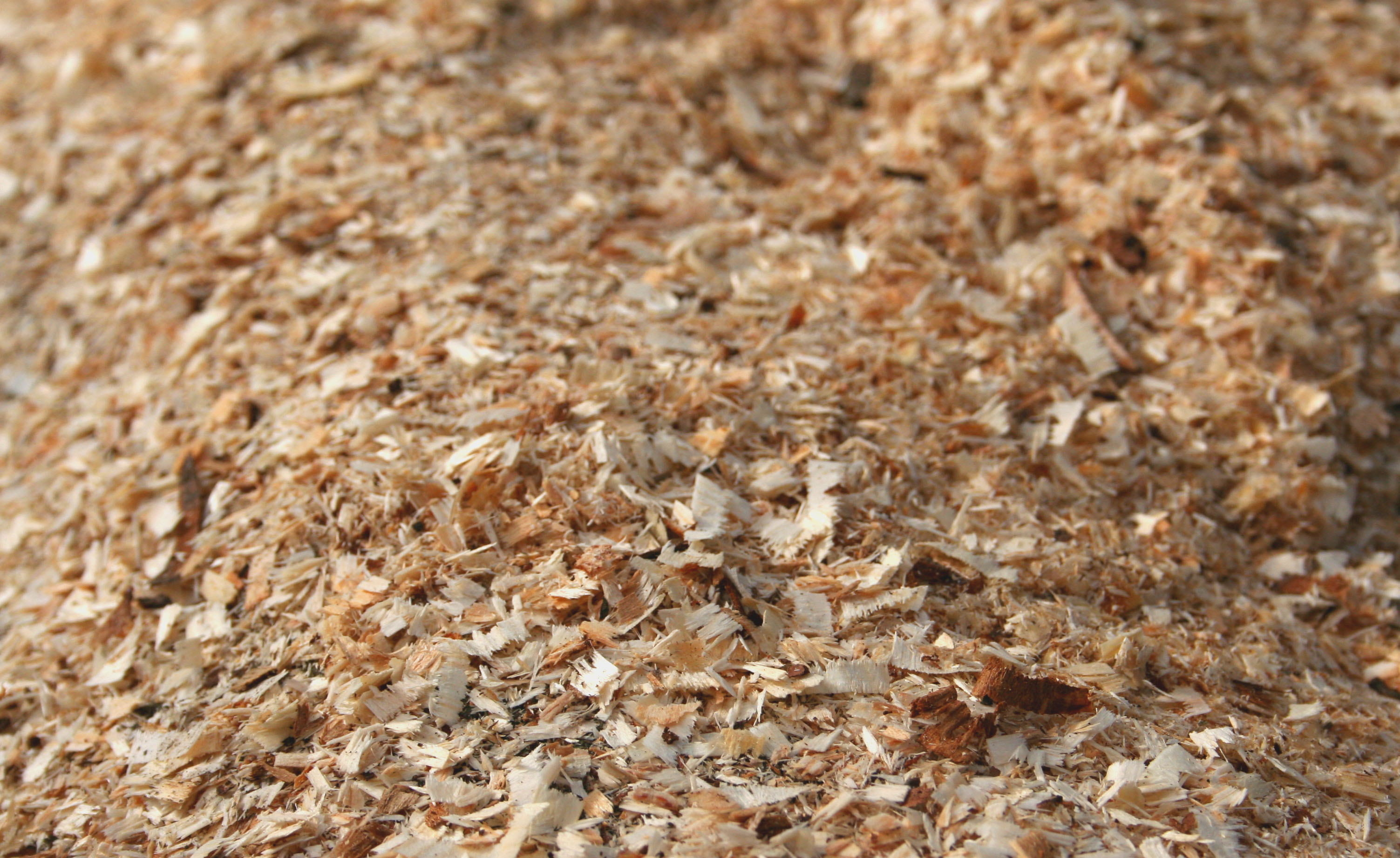
Kutterspån

Kutterspån är ett träavfall från snickerier eller sågverk som bearbetar träråvaror till olika produkter med olika hyvelmaskiner eller fräsmaskiner. (Cutter är det engelska ordet för en typ av fräs)

## Historik
Tidigare var kutterspån det dominerande valet till värmeisolering i hus och byggnader. Fortfarande påträffas det vid renovering av äldre hus stora mängder kutterspån i väggar, golv och vind. Vid ekologiskt byggande finns det ännu idag kvar som ett gott alternativ, men bör planeras med omsorg för att fylla brandsäkerhetsbestämmelserna.
Tidigare var hyvelspån och övrigt träspån ett problem på sågverk och övrig träförädlingsindustri. Träspån användes för uppvärmning vid torkning av virke i virkestorkanläggningar och värme i egna lokaler. En stor mängd har industrier som tillverkar pappers och träskivor använt, eller förvarat i egen deponi i anslutning till sågverk eller träindustrin.

## Råvara
Från råmaterial till färdig produkt kan det vara upp till 50 % sågspån eller kutterspån som biprodukt. Kutterspån är i dag en råvara i bränslepellets, spånskivor och pappersmassa, fast de har för korta fibrer för att ge papper av god kvalitet. Med stigande energipriser har de industrier som tillverkar produkter av träspån fått konkurrens av dem som använder sig av bioenergi

## Strö till djur
Kutterspån används också, eller har använts, som strö till djur i bland annat ladugårdar, svinstall, och hönshus. Kutterspån är det vanligaste bottenmaterialet i burar för gnagare som hålls som husdjur, som hamstrar, gerbiler, marsvin, tamkaniner och dylikt.